# Runcones
Los runcones (también conocidos como rucones, roccones y ruccones) eran un pueblo de ascendencia probablemente astur que habitaron un señorío semiautónomo en los siglos V y VI.
Los runcones han sido identificados, con mayor o menor basamento en las fuentes, con:
- los cántabros;[1]
- los araucones, habitantes de un señorío semiautónomo entre los reinos visigodo y suevo, que según el Parroquial suevo encargado por el rey suevo Miro, pertenecían a la diócesis de Astorga, por lo que estarían ubicados en territorio de Orense, Asturias y León, aunque algunos lo extienden hasta Cantabria, esto último debido a la extensión territorial que el concepto de Cantabria toma en la Alta Edad Media;
- los habitantes de un señorío semiautónomo situado en las Villuercas, a orillas de los ríos Ruecas y Árrago, en Extremadura, en zona entre Trujillo y Logrosán, en lo que había sido territorio suevo en el siglo V, denominados arragones y ruccones;
- los luggones arganticaenos, de ascendencia astur transmontana, y uno de los pueblos principales de Asturias.

En el año 572, Miro, rey de los suevos combate a los runcones, bien para reincorporar el territorio, bien para evitar que fueran sometidos por los visigodos, campaña que cuadra tanto si su ubicación es la norteña como la extremeña.
Al respecto conviene recordar la relación que existe entre los lugares de amonedación y las campañas militares de los visigodos, habida cuenta de la elección de un lugar excéntrico como Pésicos, como ceca de trientes por Gundemaro y Sisebuto, monarca este último organizador de una guerra contra los runcones en el 616, según sabemos por la Historia Gothorum de san Isidoro:

[Sisebuto] fue esclarecido en las lecciones de la guerra y en la victoria. A los astures rebeldes, enviando su ejercito, los redujo a su dictado. A los roccones, cercados por todas partes en los montes escarpados por los duques, los venció.

[...] Éste [Suintila] habiendo alcanzado bajo el rey Sisebuto el oficio de duque, dominó los castillos romanos, venció a los ruccones.

Muchos historiadores coinciden en la identificación de los runcones con los lungones como el arqueólogo J. L. Maya que sigue a Diego Santos. Miguel Calleja Puerta dice al respecto que:

[...] esa identificación parece posible a la luz del progresivo desmigajamiento del conventus asturum, que hacía inexacto denominarlos como los astures.

Según J. Luis García Moreno

[..] su ubicación más probable sería en la cornisa cantábrica, al este de los astures propiamente dichos.

Esta situación coincide con la del antiguo solar de los luggones o lungones: 

Ciñéndonos al caso concreto de la comarca central de Asturias encontramos en dicho territorio la presencia de tres agrupaciones tribales: pésicos, luggones y astures propiamente dichos.

## Citas y otras fuentes
- Crónica de Juan de Bíclaro: «Año Sexto del Emperador Justino y cuarto del Rey Leovigildo [572]: 3. Miro Suevorum rex bellum contra Runcones movet (Miro, rey de los suevos, mueve guerra a los runcones)».
- Historia Suevorum de S. Isidoro de Sevilla: «el rey suevo Miro (hijo de Teudemiro), en el año 572, atacó y dominó a los arragones y a los rucones».
- Historia Gothorum de S. Isidoro de Sevilla: «3. Sisebutus rg. an. VIII° [...]. Astures et Ruccones in montibus reuellantes humiliabit et suis per omnia benibolus fuit (Sisebuto, año 8 de reinado [...]. A los astures y ruccones, rodeados en las montañas escarpadas por todas partes, los sometió».
- Crónica albeldense: «24. Sisebutus rg. an. VIII°. Iste potestate Iudeos ad fidem Xpi perduxit. Eclesiam sancte Leocadie Toleto opere miro fundabit. Astures et Ruccones in montibus reuellantes humiliabit et suis per omnia benibolus fuit. Hunc uni proprio morbo, alii inmoderato potionis austo asserunt interfectum sub imperatore Eraclio. Tune nefandus Mahomat in Africa nequitiam legis stultis populis predicabit».
- Fernández de Mata, Ignacio. «Pueblos y crónicas. Interpretaciones sobre el enigma de los rucones bajo una perspectiva etnohistórica». Revista Mnemosyne. Revista de la Asociación de Jóvenes Historiadores de España. ISSN 1135-2426. Volumen 4, 1997, págs. 106-140.

- Datos: Q4895351